# Eisenach Challenger 2001
L'Eisenach Challenger 2001 è stato un torneo di tennis facente parte della categoria ATP Challenger Series nell'ambito dell'ATP Challenger Series 2001. Il torneo si è giocato a Eisenach in Germania dal 25 giugno al 1º luglio 2001 su campi in terra rossa.

## Vincitori

### Singolare
Oliver Gross ha battuto in finale  Martin Verkerk con il punteggio di 5–7, 6–2, 6–1

### Doppio
Yves Allegro /  Gabriel Trifu hanno battuto in finale  Tomas Behrend /  Franz Stauder con il punteggio di 7–6(8), 6–4